# Yara International
Yara International ist ein Unternehmen aus Norwegen mit Firmensitz in Oslo. Das Unternehmen ist an der Osloer Börse im OBX Index gelistet. 36 % des Unternehmens gehören dem Staat Norwegen und werden vom Nærings- og fiskeridepartementet verwaltet.
Yara ist ein Hersteller und Anbieter von Chemikalien und Industriegasen wie Dünger, Harnstoff, Nitraten und Ammoniak. Das Unternehmen entstand 2004 durch Abtrennung vom Unternehmen Hydro Agri, einem Firmenbereich von Norsk Hydro.
International sind rund 17.000 Mitarbeiter beschäftigt. In Deutschland betreibt Yara eine Vertriebszentrale in Dülmen, das ehemalige Düngemittelwerk in Poppendorf bei Rostock und ein Werk zur Produktion von Ammoniak und Harnstoff im Yara-Werk Brunsbüttel.

## Firmengeschichte
Am 2. Dezember 1905 gründeten Sam Eyde und Kristian Birkeland in Notodden das Unternehmen Birkeland Norsk Hydro, in dem sie mit einem eigens entwickelten Verfahren den Stickstoffdünger Kalksalpeter herstellten. Bereits zwei Jahre später eröffneten sie eine neue Produktionsanlage und begannen mit dem Bau eines Kraft- und Düngerwerkes in Rjukan. 1919 eröffneten sie in Kopenhagen ihre erste Niederlassung außerhalb Norwegens, der 1945 ein Büro in Stockholm und 1946 eines in San Francisco folgten.
1928 wurde mit dem Bau neuer Anlagen in Porsgrunn die Produktion erweitert, die auf das Haber-Bosch-Verfahren umgestellt wurde. 1949 wurde in Glomfjord das nördlichste Düngerwerk der Welt errichtet. 1972 weitete das Unternehmen seine Verkaufsaktivitäten auf Thailand und später auch andere asiatische Länder aus. 1973 ging man ein Joint Venture mit Qatar Fertiliser Company in Katar ein. 1977 eröffnete das Unternehmen sein erstes Büro in Brasilien. In den nächsten Jahren folgen zahlreiche Firmenübernahmen, u. a. in den Niederlanden, Schweden, Dänemark und Deutschland (u. a. die Ruhr-Stickstoff AG) und die Gründung weiterer Büros in China, Simbabwe und Trinidad. Daraus entwickelte sich im Laufe der Jahre die Position als ein weltweit führendes Unternehmen im Düngemittelgeschäft.
2003 entschied sich Hydro Agri, an die Börse zu gehen. Im Laufe dieses Verfahrens beschloss man, den Düngemittelbereich als selbstständiges Unternehmen unter dem Namen Yara auszugliedern. Am 25. März 2004 wurde Yara an der Börse notiert.
Mit Nel ASA wurde im August 2019 eine Kooperationsvereinbarung bekannt gegeben. Hierbei handelt es sich um ein Düngerprojekt für die Landwirtschaft. Nel steuert seinen selbst entwickelten druckbeaufschlagten alkalischen Elektrolyseur bei, der mit Hilfe von elektrischem Strom eine chemische Reaktion, also eine Stoffumwandlung, herbeiführt, die für die Düngemittelproduktion gebraucht wird. Im Fokus steht die Entwicklung effizienter und umweltfreundlicher Lösungen für die Ammoniak- und Düngemittelproduktion gemeinsam mit Nel.
Im Zusammenhang mit den Protesten in Belarus 2020 forderte die Oppositionspolitikerin Swjatlana Zichanouskaja Yara International dazu auf, die Zusammenarbeit mit belarussischen staatlichen Unternehmen zu unterlassen oder dafür zu sorgen, dass diese die Arbeitnehmerrechte respektieren sollen. Zuvor hatte der staatliche Betrieb Belaruskali Mitarbeiter, die an Streiks oder Demonstrationen teilgenommen haben, entlassen. Im Zuge dessen veröffentlichte Yara eine Stellungnahme, in der sie den belarussischen Staatskonzern dazu auffordern, die Bestrafung von Arbeitern zu unterbinden. In Folge darauf erklärte sich Belaruskali dazu bereit, die entlassenen Arbeiter wieder einzustellen.